# Ikue Ogawa
Ikue Ogawa es una deportista japonesa que compitió en natación sincronizada. Ganó una medalla de plata en el Campeonato Mundial de Natación de 1978, en la prueba de equipo.

## Palmarés internacional
| Campeonato Mundial | Campeonato Mundial      | Campeonato Mundial | Campeonato Mundial |
| Año                | Lugar                   | Medalla            | Prueba             |
| ------------------ | ----------------------- | ------------------ | ------------------ |
| 1978               | Berlín Occidental (RFA) | Medalla de plata   | Equipo             |